# Benzaldehidă
Benzaldehida (C6H5CHO) este un compus organic din clasa aldehidelor, molecula sa fiind alcătuită dintr-un rest fenil (nucleu benzenic) de care se leagă o grupă formil. Este cea mai simplă aldehidă aromatică și una dintre cele mai folositoare în industrie. 
Este un lichid incolor care are un miros caracteristic de migdale, fiind și unul dintre principalele componente ale uleiului de migdale amare, dar este prezentă și în alte surse naturale. Benzaldehida sintetică este folosită pe post de aromatizant, conferind produselor de panificație o aromă asemănătoare cu cea de migdale.

## Istoric
Benzaldehida a fost extrasă pentru prima dată din migdalele amare în anul 1803 de către farmacistul francez C. Martrès. În 1803, acesta a publicat un manuscris cu informații referitoare la uleiul din migdalele amare: "Recherches sur la nature et le siège de l'amertume et de l'odeur des amandes amères" (Studiu asupra naturii și locației amărelii și mirosului migdalelor amare). Totuși, publicația a fost ignorată până la publicarea unui extras în anul 1819: Martrès fils. În 1832, chimiștii germani Friedrich Wöhler și Justus von Liebig au fost primii care au sintetizat benzaldehida.

## Obținere
Îm 1999, producția la nivel mondial de benzaldehidă era de 7000 de tone (la nivel industrial) și 100 de tone (din surse naturale). Principala metodă de sinteză a benzaldehidei este oxidarea toluenului, prin clorurare sau procese redox. Mai există și alte metode de obținere, precum oxidarea parțială a alcoolului benzilic, hidroliza alcalină a clorobenzalului și carbonilarea benzenului.
C6H5-CH3 + 2 [O] → C6H5-CH=O + H2O (Oxidarea toluenului)
O cantitate importantă de benzaldehidă este produsă din urse naturale, având ca precursor cinamaldehida extrasă din uleiul de Cinnamomum cassia, pe care se realizează o reacție retro-aldolică: cinamaldehida în soluție apoasă sau alcoolică este încălzită la o temperatură între 90 °C și 150 °C împreună cu o bază (adesea se utilizează carbonat de sodiu sau bicarbonat de sodiu) timp de 5 până la 80 ore, iar la final benzaldehida se purifică prin distilare. Din această reacție se mai obține și acetaldehidă.

## Proprietăți
Benzaldehida se poate oxida la acid benzoic, compus care este o impuritate comună în eșantioanele de laborator. Din moment ce punctul de fierbere al acidului benzoic este mai mare decât cel al benzaldehidei, aceasta poate fi purificată prin distilare. De asemenea, se mai poate forma și alcool benzilic prin reacții de hidrogenare. În urma reacției dintre benzaldehidă, acetat de sodiu și anhidridă acetică se obține acidul cinamic, în timp ce cataliza cu o soluție alcoolică de cianură de potasiu duce prin condensare la formarea de benzoină (reacție denumită condensare benzoinică). Poate suferi și o reacție de disproporționare, prin tratarea cu alcalii concentrate, reacție cunoscută sub denumirea de reacție Cannizzaro: o moleculă de aldehidă se reduce la alcool benzilic, iar o altă moleculă se oxidează concomitent la acid benzoic: